# Matthew Diamond
Matthew Diamond (* 26. November 1951 in Manhattan, New York City) ist ein US-amerikanischer Film- und Fernsehregisseur, Filmproduzent und Choreograf.

## Leben
Matthew Diamond wuchs in New York City auf und beendete das City College of New York mit einem Bachelor of Arts. Anschließend besuchte er die High School of Performing Arts. Seine Karriere begann 1970 als Tänzer für Louis Falcos Tanzunternehmen. Von 1975 bis 1976 arbeitete er für Jennifer Muller/The Works und  1978 für die Batsheva Dance Company in Tel Aviv. Anschließend wechselte er zur Choreografie, zunächst für die Bat–Dor Dance Company, anschließend machte er sich zusammen mit Maria Loffredo mit dem eigenen Tanzunternehmen „Diamond“ selbstständig. Während dieser Zeit war er auch als Regisseur für Children’s Free Opera tätig. Als Choreograf war außerdem für das Washington Ballet tätig. Seine Choreografien wurden unter anderem in der Carnegie Hall, Jacob’s Pillow Dance und der Brooklyn Academy of Music aufgeführt.  Der spätere Choreograf Tere O’Connor arbeitete als Tänzer für Diamond.
Diamond war als Regisseur des Films Dancemaker für einen Dokumentarfilm-Oscar nominiert. Mit dem gleichen Film gewann er den „Film-&-Video-The-Arts“-Preis des San Francisco International Film Festivals. Er gewann außerdem einen Emmy sowie mehrere Daytime Emmys und DGA Awards.

## Auszeichnungen
- 1985: Daytime Emmy – Outstanding Drama Series Directing Team für Springfield Story
- 1989: Daytime Emmy – Outstanding Directing in a Children's Series für Shining Time Station
- 1996: DGA Award – Outstanding Directorial Achievement in Musical/Variety für Some Enchanted Evening: Celebrating Oscar Hammerstein II
- 1998: International Documentary Association Award für Dancemaker (mit Jerry Kupfer und Walter Scheuer)
- 1999: Oscar-Nominierung für den Besten Dokumentarfilm – Dancemmaker (zusammen mit Jerry Kupfer)
- 1999: Golden Spire des San Francisco International Film Festival für Dancemaker
- 2000: Emmy – Outstanding Classical Music-Dance Program für Great Performances: Dance in America
- 2003: DGA Award – Outstanding Directorial Achievement in Musical/Variety für Great Performances: Dance in America
- 2006: Daytime Emmy – Outstanding Drama Series Directing Team für General Hospital
- 2006: DGA Award – Outstanding Directorial Achievement in Musical/Variety für Great Performances: Dance in America

## Filmografie (Auswahl)
- 1987–1989: Familienbande (Family Ties) (14 Episoden)
- 1987–1988: Mann muss nicht sein (Designing Women, 3 Episoden)
- 1990–1991: Golden Girls (21 Episoden)
- 1992–2008: Great Performances (8 Episoden)
- 1998: Dancemaker
- 2001: These Old Broads
- 2001–2005: Great Performances: Dance in America (Fernsehshow, 3 Episoden)
- 2003–2005: Gilmore Girls (Fernsehserie, 6 Episoden)
- 2008: Camp Rock
- 2009: So You Think You Can Dance (Fernsehshow, 15 Episoden)
- 2012–2013: 90210 (Fernsehserie, 3 Episoden)
- 2011–2013: The Metropolitan Opera HD Live  (Fernsehshows, 3 Episoden)